# Brumadoíta
Brumadoíta (fórmula química Cu3Te6 + O4 (OH)4.5H2O) é um novo mineral  monoclínico e holótipo descoberto em 1993 na mina Pedra Preta, na Serra das Éguas, no município de Brumado, Brasil. Seu nome foi aprovado pela Commission on New Minerals, Nomenclature and Classification (CNMNC), da Associação Internacional de Mineralogia (IMA 2008) e é uma homenagem à localidade onde é encontrado.

## História
O novo mineral foi descoberto por Paulo A. Matioli e o já falecido Carlos P. Barbosa em 1993 e, até agora, é o único exemplar encontrado. Parte do material do holótipo está depositado sob o código DR679 no Museu de Geociências do Instituto de Geociências da USP, Universidade de São Paulo, na cidade de  São Paulo e outra parte, sob o código M5528, no Museu José Bonifácio de Andrada e Silva, na cidade de Santos, interior do estado de São Paulo. As porções de micrograma (com magnesita) estão guardadas dentro da Série de Referência Sistemática da Coleção Nacional de Minerais do Serviço Geológico em Ottawa, no Canadá, sob o código NMC 068161. A parte polida, que serve para estudo de reflectância e análises de microssondas de elétrons, encontra-se preservada no Museu de História Natural da cidade de Londres, Reino Unido, com o código BM 2008, 32.

## Características
a brumadoíta é formada por agregados microcristalinos, raramente pseudomorfo, após surgir de magnesita grosseira, associado com motramita e quartzo. Os cristais da Brumadoíta são subédricos, com tamanho aproximado em 1-2 μm. É azul pálido (perto de RHS 114B) e tem um brilho vítreo. É transparente a translúcida e não é fluorescente sob luz ultravioleta de longa ou curta onda. A fórmula empírica é (Cu2.90Pb0.04Ca0.01)Ʃ2.95(Te6+0.93SI0.05)Ʃ0.98O3.92(OH)3.84.5.24H2O. 
A quantidade de material disponível é insuficiente para uma determinação da densidade. A densidade calculada é de 4,768 g/cm3, com base na fórmula empírica e parâmetros de célula unitária, refinados a partir de dados em pó. Testes realizados com solução de KI, revelaram que esse mineral contém telúrio no estado 6+. Sua fórmula monoclínica é P21/m ou P21. Os parâmetros de unidades celulares, adquiridos por estudos de raios x são: a = 8.629(2) Å, b = 5.805(2) Å, c = 7.654(2) Å. É encontrado em associação com magnesita.